# Рандаццо
Рандаццо (итал. Randazzo) — коммуна в Италии, располагается в регионе Сицилия, подчиняется административному центру Катания.
Население составляет 11 287 человек (на 2004 г.), плотность населения составляет 55 чел./км². Занимает площадь 204 км². Почтовый индекс — 95036. Телефонный код — 095.
Покровителем коммуны почитается святой Иосиф Обручник, празднование 19 марта. Также 15 августа в коммуне особо празднуется Успение Пресвятой Богородицы.
Город находится у подножия крупнейшего вулкана Европы - Этны.